# Gustavo Leigh
Jorge Gustavo Leigh Guzmán (Santiago, 19 de septiembre de 1920-Santiago, 29 de septiembre de 1999) fue un militar chileno con el rango de general del aire. Se desempeñó como comandante en jefe de la Fuerza Aérea de Chile (FACh) desde 1973 hasta 1978, siendo miembro de la Junta Militar de Gobierno durante la dictadura militar dirigida por el general Augusto Pinochet.

## Familia y estudios
Nació en Santiago de Chile el 19 de septiembre de 1920, siendo el segundo de cuatro hijos del matrimonio formado por Hernán Leigh Bañados y Laura Guzmán Cea. Entre sus hermanos se encontraba Hernán Alfredo, quien fuera diputado de la República entre 1961 y 1965. Su padre falleció cuando él tenía seis años, en 1926.
Realizó sus estudios primarios y secundarios en el Liceo José Victorino Lastarria, siendo boy scout en dicha casa de estudios.
Se casó en un primer matrimonio con Alicia Emma Yates Taraba, con quien tuvo dos hijos: Gustavo y Carmen. Posteriormente, en 1966, contrajo segundas nupcias con Gabriela del Carmen García Powditch, con quien tuvo cuatro hijos: Alfredo, Alejandro, Alberto y Gabriela.

## Carrera militar
En 1939, realizó el servicio militar en el Grupo de
Defensa Antiaérea (Regimiento de Artillería). Luego, en 1940, gracias a la obtención de una beca, ingresó a la Escuela Militar y de este plantel pasó a la Escuela de Aviación "Capitán Manuel Ávalos Prado", egresando como subteniente. Entre 1942 y 1945, estuvo destinado en el Grupo de Aviación N.º 4, de la base aérea de El Bosque, como piloto de bombardero y luego instructor de vuelo en la Escuela de Aviación.
En 1943, efectuó un curso de defensa antiaérea en la zona del Canal de Panamá. En 1944 se graduó con el grado de teniente y en 1948 con el de capitán. En 1952 y 1953, realizó estudios en la Escuela de la Fuerza Aérea de Estados Unidos en el estado de Wyoming, especializándose en abastecimiento y de piloto de helicóptero en Bell Aircraft.
De regreso en Chile, fue ascendido a comandante de escuadrilla, y hasta 1955, ejerció como segundo comandante del Grupo de Caza N.º 11, de Quintero. En 1956, se desempeñó como jefe del Departamento de Aviación Deportiva en la Dirección de Aeronáutica. Ese mismo año, además, se graduó como oficial de Estado Mayor en la Academia de Guerra Aérea.
En 1958, fue ascendido a comandante de grupo y desde ese año hasta 1960 actuó como profesor de logística en dicha academia, siendo también jefe del Departamento de Abastecimiento en la Dirección de Servicios de la institución. En 1960, estuvo a cargo de la agrupación de helicópteros en los trabajos de desagüe del lago Riñihue, y al año siguiente fue nombrado comandante del grupo de Transportes n.º 10, de Cerrillos. Viajó nuevamente a Estados Unidos, como jefe de la misión en Washington D. C.. En 1966, con el grado de coronel de aviación, se desempeñó como secretario general de la Fuerza Aérea y, posteriormente, como director de la Escuela de Aviación, cargo que ocupó hasta 1971. Con el grado de general de aviación, fue nombrado jefe del Estado Mayor General de la Fuerza Aérea.
El 17 de agosto de 1973, fue nombrado como comandante en jefe de la Fuerza Aérea por el presidente Salvador Allende, tras la renuncia del general César Ruiz Danyau. Según un informe Allende le ofreció la Comandancia en Jefe de la FACh y el Ministerio de Obras Públicas, pero los rechazó diciendo que no era marxista.

### Historial militar
- 1940: Alférez
- 1944: Subteniente
- 1948: Teniente
- 1952: Capitán
- 1955: Comandante de Escuadrilla
- 1958: Comandante de Grupo
- 1966: Coronel
- 1970: General de Brigada Aérea
- 1971: General de Aviación
- 1973: General del Aire

### Condecoraciones

#### Condecoraciones nacionales
- Gran Cruz al Mérito Aeronáutico
- Gran Estrella Al Mérito Militar (30 años).
- Estrella Al Mérito Militar (20 años).
- Estrella Militar (10 años).

#### Condecoraciones extranjeras
- Gran Comendador de la Orden Nacional del Mérito ( Paraguay).[2]
- Gran Oficial de la Cruz Peruana al Mérito Aeronáutico ( Perú).[2]
- Gran Cruz de la Orden de Mayo al Mérito Aeronáutico ( Argentina).
- Gran Cruz de la Orden El Sol del Perú ( Perú).
- Gran Cruz de la Orden del Mérito Aeronáutico ( Brasil).[6]
- Oficial de la Legión al Mérito ( Estados Unidos).
- Gran Cruz al Mérito Aeronáutico ( España).[2]
- Piloto honoris causa, de la Fuerza Aérea de Uruguay.[2]

## Golpe de Estado
En septiembre de 1973, junto con el vicealmirante de la Armada José Toribio Merino, lideraba a varios miembros de las fuerzas armadas que preparaban un golpe de Estado. El 9 de septiembre de 1973, visitó a Augusto Pinochet, quien (según su propio testimonio) todavía titubeaba en integrarse al golpe. "Decídete, porque nosotros ya lo estamos. Si no lo haces, vamos a ir solos con la Marina, y el Ejército se va a quedar fuera", le advirtió Leigh al general Augusto Pinochet, instándole a sumarse al golpe. Finalmente, ellos firman un documento enviado por Merino en donde sellan el golpe contra Allende.
El 11 de septiembre de 1973, se estableció en el puesto de comunicación N.º 2, de la Academia de Guerra de la Fuerza Aérea (AGA) en Las Condes, ordenando el bombardeo con aviones Hawker Hunter el Palacio de La Moneda, la residencia presidencial de la calle Tomás Moro y seis radioemisoras de Santiago. Sobre este hecho se pronunciaría más tarde:

"Fue una medida dolorosa, pero créanme que, al fragor de lo que se vivía, fue una medida que debe haber ahorrado muchas vidas, porque el Presidente Allende estaba decidido a morir en La Moneda, como ya nos lo había manifestado personalmente."
Gustavo Leigh.

## Dictadura militar

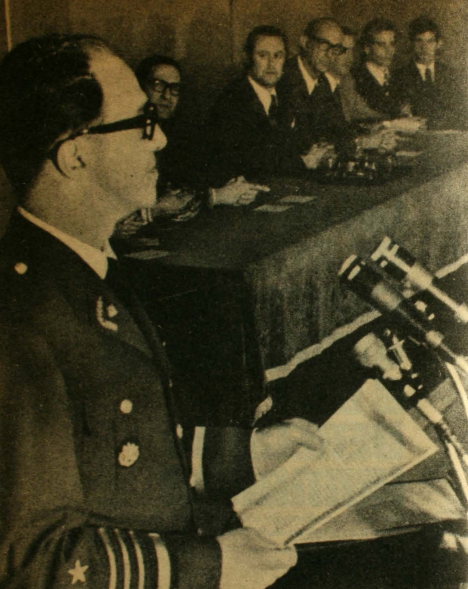
Gustavo Leigh dando un discurso en 1974.

### El más duro de la Junta
Por su personalidad era considerado como "el más duro de la Junta Militar", ya que según sus palabras la misión de dicho órgano gubernamental consistía en extirpar el "cáncer marxista" que amenazaba la vida orgánica de la nación, aplicando medidas extremas, «hasta las últimas consecuencias».
La Fuerza Aérea, a su mando, actuó enérgicamente en la "depuración" de sus filas de miembros izquierdistas, en la Academia de Guerra Aérea (AGA), se realizaron los interrogatorios y torturas al general Alberto Bachelet y muchos oficiales de la FACh. Igualmente, creó el Comando Conjunto, organismo que llevó las tareas de inteligencia en contra de los opositores de la recién instalada dictadura militar.
En agosto de 1977 se refirió duramente al presidente estadounidense Jimmy Carter, tras la denuncia de la violación de los derechos humanos:

"Es un hipócrita. Condena a Chile, al mismo tiempo que su gobierno busca un acercamiento con la dictadura de Castro en Cuba, que lleva 18 años de gobierno autoritario."
Gustavo Leigh.

### Conflictos con Pinochet

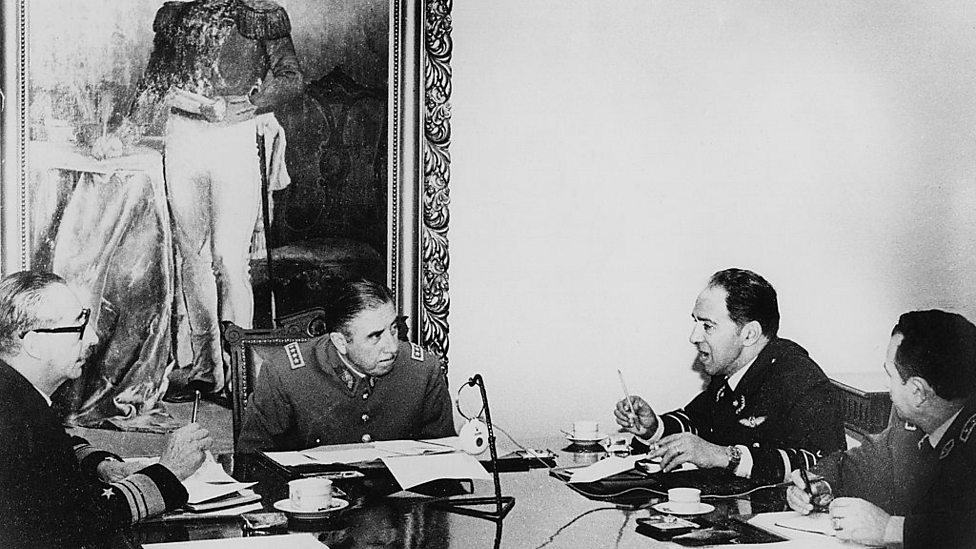
La Junta Militar de Gobierno de izquierda a derecha, Almirante José Toribio Merino Castro, General Augusto Pinochet Ugarte (presidente), General Gustavo Leigh Guzmán y General César Mendoza Durán.

Sus conflictos con Augusto Pinochet se manifestaron desde el mismo día del golpe de Estado. Leigh le criticaba a aquel el haberse sumado a última hora al derrocamiento de Salvador Allende para después quedarse con todo el poder. En diciembre de 1974, se opuso a que Pinochet asumiera el cargo de presidente de la República. Frente a esa negativa, recordó Leigh:

..."A Pinochet le vino un ataque de furia, dio un golpetazo a la mesa, quebró el cristal, se rompió un poco la mano y sangró. Ahí, Merino y Mendoza me dijeron que yo debía firmar, porque si no la Junta se iba a dividir. Firmé".

A lo anterior se sumó su crítica hacia los pasos adoptados por el régimen en materia político-institucional, así como a la forma en que se implementó el modelo económico de libre mercado.
La ruptura definitiva con Pinochet se produjo luego que Leigh concediera una entrevista al periodista Paolo Bugialli, del diario italiano Corriere della Sera, conocida en Chile el 18 de julio de 1978, en la que criticó diversos aspectos de la dictadura militar. Entre los pasajes más relevantes de esa entrevista se pueden citar:

General, tengo la impresión de que la imagen internacional de Chile jamás estuvo tan baja como ahora. ¿Cuáles piensa que podrían ser las medidas a tomar para mejorarla?
- Creo que el mejoramiento de la imagen no debe partir de acciones externas, sino del interior mismo de Chile. Aquí falta un itinerario, y que se lo respetase. Nos daría más oxígeno. Es ya tarde, pero es necesario de todas maneras hacer un programa para el retorno a la normalidad, indicando tiempos y modo, todo. Yo, personalmente, pienso que no es posible un traspaso rápido al poder civil. Yo vería todavía cinco años de poder militar, pero cinco años utilizados para desarrollar un preciso programa que resumiría en cuatro puntos:
- Primero: un estatuto que regule la vida de los partidos políticos, a fin de que no vuelvan a caer en las degeneraciones de antes, cuando eran agencias de colocación, dedicados a los negocios, recibían dinero y no se sabía ni de dónde ni por qué.
- Segundo: la restauración de los registros electorales, que han sido destruidos. Creo que sólo este trabajo llevará tres años de tiempo.
- Tercero: una ley general que regule elecciones libres.
- Y cuarto: un texto constitucional para someter a referéndum. En la elaboración del texto constitucional debieran participar también personalidades civiles (...)

Debo ahora llamarlo a afrontar un tema difícil. Las investigaciones de la justicia norteamericana sobre el asesinato de Letelier...
- Es un problema muy delicado. Yo no puedo imaginar una posible implicación de Chile. Yo condeno vigorosamente aquel crimen, yo condeno el crimen contra cualquier hombre, así como condeno la tortura. No puedo creer que organismos chilenos estén implicados en el sucio caso. Pero si resultase responsabilidad del gobierno, sería muy delicado, muy difícil... yo no podría aceptar una responsabilidad directa o indirecta de organismos del país.

¿Significa que usted reconsideraría su posición en el ámbito de la Junta Militar?
- Significa exactamente esto. Yo reconsideraría muy seriamente mi posición.

Una última pregunta, delicada. Respecto a los "desaparecidos".
- Es necesario pensar en los días de virtual guerra civil; en la gente que tenía documentos falsos, que tal vez ha sido sepultada bajo nombre falso. Yo comprendo la situación terrible de quien tiene alguna persona querida desaparecida. Pero pienso que lo único que pueden hacer es dirigirse a los Tribunales, que en nuestro país son serios, independientes. El gobierno declara no saber nada de los desaparecidos. Cualquier gobierno, si supiese algo sobre un tema tan delicado y no lo dijese, sería un gobierno de desvergonzados. La única cosa posible es afrontar el problema por la vía jurídica."

### Destitución y nombramiento de Matthei
Tras una reunión-almuerzo de la Junta Militar de Gobierno celebrada el 19 de julio de 1978 «la relación se había deteriorado tanto, que hubo de suspenderse la sesión de la Junta prevista para esa tarde. La crisis empezaba a alterar la marcha gubernativa».
Entre el miércoles 19 y el viernes 21 de julio de ese año, el general Pinochet decidió removerlo de sus cargos. Numerosas reuniones sostuvo Pinochet en esos días, a propósito de la crisis. José Toribio Merino y César Mendoza, separadamente, conversaron con este:

"Les dije: 'Hay que echar este gallo (sic)' Si este gallo nos pela (sic) fuera de Chile siendo parte el gobierno, ¿cómo lo vamos a tener dentro de la Junta?".

Consultados por Pinochet para votar la destitución del aviador, Merino y Mendoza estuvieron a favor. El independiente de derecha Eduardo Boetsch, por su parte, rememora una reunión entre él, el general Sergio Covarrubias, Jaime Guzmán y Jovino Novoa: 

"Les dije: 'Hay que echar a Leigh'. 'Eso sería romper la Junta', me respondieron. 'La Junta ya está rota'. Estuvieron de acuerdo, hablamos con Pinochet y así se hizo".

El 22 de julio de 1978, Pinochet convocó a su despacho en el Edificio Diego Portales a Sergio Fernández, Mónica Madariaga, Roberto Kelly y a los generales del Ejército César Raúl Benavides (ministro de Defensa Nacional), Sergio Covarrubias y Rolando Garay. Pinochet les dijo:

"Bueno, quiero saber qué piensan ustedes sobre esta situación y sobre una eventual destitución del general Leigh".

Todos, recuerda Kelly, concordaron en que Leigh debía irse, "porque era inaceptable que estuviera haciendo cosas a sus espaldas". Pinochet expresó que le pediría su renuncia y le ordenó a Kelly que se contactara con el almirante Merino para informarle esa decisión". En todo caso, ya en la noche del 22 de julio, Pinochet le había solicitado a Mónica Madariaga, ministra de Justicia de la dictadura militar, que ideara una justificación jurídica para la destitución. "Busca la fórmula, pero Leigh se va".
Sin embargo, el encuentro más importante fue el que se produjo entre Pinochet y Fernando Matthei, a fin de que este aceptara el mando de la Fuerza Aérea. El propio Pinochet ha relatado que llamó a Matthei para estos efectos, aunque no precisó ni la fecha ni las razones que lo indujeron a hacer esa elección: "Llamé a Matthei y le dije: 'A usted lo quiero nombrar comandante en jefe'. Le di cinco minutos para pensar. 'Conforme, yo soy', me dijo". En 1979, Matthei le revelaría más detalles de ese encuentro a Ángela Jeria, viuda de Bachelet: "Matthei me dijo que no había tenido otra opción más que asumir como comandante en Jefe de la FACh porque Pinochet lo había puesto entre la espada y la pared: si no lo hacía, dividiría a la FACh en dos partes, una la asignaría a la Marina y la otra al Ejército; o nombraría a un general de Ejército como comandante en Jefe".
De acuerdo a Leigh y a los generales que se retiraron con él en 1978, “el 22 de julio de 1978, el general Matthei, entonces ministro de Salud, visitó en su domicilio al jefe del Estado Mayor de la Fuerza Aérea, comunicando que había recibido ese día el llamado de un integrante de la Junta Militar de Gobierno, quien le informó que el día 24 se procedería a la destitución del general Leigh, y que a él se le nombraría comandante en Jefe. Como consecuencia de ello fue invitado a la residencia del Comandante en Jefe para discutir esta situación. El general Matthei se negó a hacerlo”.
En la mañana del 23 de julio, Pinochet invitó a su casa al almirante Merino, al general Mendoza, y a los ministros Fernández y Madariaga. "Se confirmó que las gestiones de conciliación habían fracasado", escribió después Fernández, "concluyéndose que era inevitable reemplazarlo" (a Leigh).
El 24 de julio de 1978, la Junta Militar de Gobierno, reunida en el Ministerio de Defensa Nacional, le pidió la renuncia al general Leigh. Ante la negativa de éste, la Junta lo declaró “imposibilitado para ejercer sus funciones”, fundándose en el decreto ley N.º 527, de 1974, y lo reemplazó por el general de Brigada Aérea (a) Fernando Matthei. Para Leigh, tal nombramiento constituyó una sorpresa, pues "Matthei siempre se había considerado amigo mío, él se había considerado amigo mío, y fue un general normal hasta el día en que Pinochet lo convenció de que me reemplazara a mí. Y él no me dijo una palabra. Yo lo mandé a citar al Ministerio y no concurrió. O sea, me jugó mal, no esperaba yo de un general FACh una actuación como la de él".
La destitución, señaló Leigh, "me dolió, no lo puedo negar, si dijera que no me dolió sería un cínico". "Me sentí frustrado. Más que el término de la Junta, sentí la salida de mi institución, a la cual yo le había dedicado casi 40 años. Me sentí frustrado de que los mismos que yo... yo había traído a Mendoza a la Junta, nosotros habíamos escrito el decreto 525 (sic) que daba una regulación a la operación de la Junta, donde éramos indestituibles cada uno de nosotros, de manera que me sentí frustrado”.
Su salida fue bien recibida entre los partidarios civiles de la dictadura militar. En este sentido, el entonces ministro de Relaciones Exteriores, Hernán Cubillos, recordaría que 

"había llegado a tal malestar su posición ante la Junta, que cuando uno iba a exponer uno de estos temas (problemas limítrofes), el general Leigh acostumbraba cerrar los ojos, como pretendiendo que se quedaba dormido, lo que era muy incómodo para quien estaba exponiendo un tema. Yo le diría que todos estuvimos mucho más tranquilos cuando él fue reemplazado, y se hizo mucho más fácil la relación con la Junta”
Hernán Cubillos

La salida de prácticamente la totalidad del Alto Mando de la Fuerza Aérea de Chile dejó a la institución en una situación difícil, la que, años después, un familiar del nuevo Comandante en Jefe resumiría de la siguiente forma: "Los coroneles tuvieron que trabajar, de lunes a lunes, para tratar de "parar" una Fuerza Aérea que "más o menos" pudiera hacer algo contra la fuerza de los países con los que había problemas".
Desde su retiro fue miembro del Comité Patria y Soberanía (Corporación de Defensa de la Soberanía desde 1995), entrando en 1986, debido a su oposición al Tratado de Paz y Amistad entre Argentina y Chile de 1984. Integró la organización de manera honoraria hasta su fallecimiento.

## Atentado y últimos años
El 21 de marzo de 1990, dos militantes del Frente Patriótico Manuel Rodríguez-Autónomo (FPMR-A) entraron a su oficina de corretaje de propiedades y le dispararon, impactándole cinco balas en el rostro, tórax, y los brazos. Una de estas le atravesó un ojo, perdiéndolo; a pesar de las heridas, sobrevivió al ataque. En ese entonces todos los partidos políticos expresaron su condena y repulsión al ataque, mientras que el gobierno —presidido por Patricio Aylwin— a través del ministro del Interior Enrique Krauss, pidió a la policía una investigación de los hechos.
El 22 de septiembre de 1999, ingresó de urgencia al Hospital de la FACh, a causa de una falta de irrigación sanguínea en sus piernas y por problemas cardiovasculares que se acentuaron en un cuadro bronquial agudo. Falleció una semana después, el 29 de septiembre, producto de un paro cardíaco en dicho establecimiento, a los 79 años.